# Soundtrack to Your Escape
Soundtrack to Your Escape es el séptimo álbum de estudio de In Flames, publicado en 2004, que sigue la línea del álbum predecesor, Reroute to Remain el cual acaparó la atención de los medios de comunicación mundiales y significó la transformación de estos suecos, tanto en su estilo como en su estética. Como características tiene que es un álbum poco orientado a la técnica y se centra más en arreglos como los teclados. De esta forma, este álbum llega a tener influencias modernas de metal alternativo. Hay opiniones enfrentadas con respecto a este trabajo: los antiguos fanes lo consideran como el peor trabajo hasta la fecha, mientras que los nuevos seguidores eligen entre Reroute to Remain o éste como el mejor álbum.
Una peculiaridad es que llegaron a rodar hasta seis vídeos oficiales para este álbum ("F(r)iend", "The Quiet Place", "Touch of Red", "Like You Better Dead", "My Sweet Shadow" y "Evil in a Closet"), de los cuales sólo se publicaron los cinco primeros ya que el vídeo de la balada "Evil in a Closet" no les terminó de convencer.

## Lista de canciones
Todas las canciones escritas y compuestas por Anders Fridén, Björn Gelotte, and Jesper Strömblad. 
| N.º | Título                           | Duración |  |
| 1.  | «F(r)iend»                       | 3:27     |  |
| 2.  | «The Quiet Place»                | 3:45     |  |
| 3.  | «Dead Alone»                     | 3:43     |  |
| 4.  | «Touch of Red»                   | 4:13     |  |
| 5.  | «Like You Better Dead»           | 3:23     |  |
| 6.  | «My Sweet Shadow»                | 4:39     |  |
| 7.  | «Evil in a Closet»               | 4:02     |  |
| 8.  | «In Search for I»                | 3:23     |  |
| 9.  | «Borders and Shading»            | 4:22     |  |
| 10. | «Superhero of the Computer Rage» | 4:01     |  |
| 11. | «Dial 595-Escape»                | 3:48     |  |
| 12. | «Bottled»                        | 4:18     |  |

Edición limitada
| Limited Edition |                              |          |  |
| N.º             | Título                       | Duración |  |
| 13.             | «Discover Me Like Emptiness» | 4:17     |  |

Edición de lujo, algunos temas adicionales incluidos en el EP Trigger
| Deluxe Edition. Some Bonus Tracks from Trigger |                                     |          |  |
| N.º                                            | Título                              | Duración |  |
| 13.                                            | «Watch Them Feed»                   | 3:11     |  |
| 14.                                            | «Land of Confusion» (Genesis cover) | 3:22     |  |

Relanzamiento, 2010
| 2010 re-release |                                         |          |  |
| N.º             | Título                                  | Duración |  |
| 13.             | «Discover Me Like Emptiness»            | 4:20     |  |
| 14.             | «The Quiet Place (Live At Hammersmith)» | 3:35     |  |
| 15.             | «My Sweet Shadow (remix)»               | 4:36     |  |

Edición coreana
| Korean Edition |                                 |          |  |
| N.º            | Título                          | Duración |  |
| 13.            | «Discover Me Like Emptiness»    | 4:17     |  |
| 14.            | «Clayman (Live in Wacken 2003)» | 4:02     |  |

Bonus DVD
| Bonus DVD |                                                       |          |  |
| N.º       | Título                                                | Duración |  |
| 1.        | «The Quiet Place» (Video de música)                   |          |  |
| 2.        | «Touch of Red» (Video de música)                      |          |  |
| 3.        | «Watch Them Feed» (Vivo desde Wacken Open Air 2003)   |          |  |
| 4.        | «Only for the Weak» (Vivo desde Wacken Open Air 2003) |          |  |
| 5.        | «The Making of»                                       |          |  |

Bonus DVD (Corea)
| Bonus DVD (Korea) |                                                |          |  |
| N.º               | Título                                         | Duración |  |
| 1.                | «System» (Vivo desde Seúl, Corea del Sur)      |          |  |
| 2.                | «Pinball Map» (Vivo desde Seúl, Corea del Sur) |          |  |
| 3.                | «Episode 666» (Vivo desde Seúl, Corea del Sur) |          |  |

## Créditos
- Anders Fridén - Voz
- Jesper Strömblad - Guitarra
- Björn Gelotte - Guitarra
- Peter Iwers - Bajo
- Daniel Svensson - Batería
- Örjan Örnkloo - Teclados, Programaciones